# Soupisky hokejových reprezentací na MS 2004
Soupisky hokejových reprezentací na MS 2004 uvádějí seznamy hráčů nejúspěšnějších reprezentačních hokejových mužstev, která se zúčastnila Mistrovství světa v ledním hokeji 2004.

## Medailisté

### Soupiska kanadského týmu
- Trenéři Michael Babcock, Thomas Renney, Todd Woodcroft

| Brankáři | Roberto Luongo         | Florida Panthers      |
|          | Marc Denis             | Columbus Blue Jackets |
|          | Jean-Sébastien Giguère | Anaheim Mighty Ducks  |
| Obránci  | Scott Niedermayer      | New Jersey Devils     |
|          | Jay Bouwmeester        | Florida Panthers      |
|          | Steve Staios           | Edmonton Oilers       |
|          | Eric Brewer            | Edmonton Oilers       |
|          | Derek Morris           | Phoenix Coyotes       |
|          | Nick Schultz           | Minnesota Wild        |
|          | Willie Mitchell        | Minnesota Wild        |
|          | Jamie Heward           | ZSC Lions             |
| Útočníci | Ryan Smyth –           | Edmonton Oilers       |
|          | Shawn Horcoff          | Edmonton Oilers       |
|          | Rob Niedermayer        | Anaheim Mighty Ducks  |
|          | Glen Murray            | Boston Bruins         |
|          | Brendan Morrison       | Vancouver Canucks     |
|          | Matt Cooke             | Vancouver Canucks     |
|          | Jean-Pierre Dumont     | Buffalo Sabres        |
|          | Patrice Bergeron       | Boston Bruins         |
|          | Jeff Friesen           | New Jersey Devils     |
|          | Dany Heatley           | Atlanta Thrashers     |
|          | Daniel Brière          | Buffalo Sabres        |
|          | Brenden Morrow         | Dallas Stars          |
|          | Justin Williams        | Carolina Hurricanes   |
|          | Jeff Shantz            | HC Lugano             |

### Soupiska švédského týmu
- Trenéři Hardy Nilsson, Ulf Dahlén, Tommy Samuelsson

| Brankáři | Daniel Henriksson   | Luleå HF              |
|          | Stefan Liv          | HV71                  |
|          | Henrik Lundqvist    | Frölunda HC           |
| Obránci  | Christian Bäckman   | St. Louis Blues       |
|          | Per Hållberg        | Färjestad BK          |
|          | Niclas Hävelid      | Anaheim Mighty Ducks  |
|          | Nicklas Lidström    | Detroit Red Wings     |
|          | Ronnie Sundin       | Frölunda HC           |
|          | Daniel Tjärnqvist   | Atlanta Thrashers     |
|          | Dick Tärnström      | Pittsburgh Penguins   |
| Útočníci | Niklas Andersson    | Frölunda HC           |
|          | Daniel Alfredsson   | Ottawa Senators       |
|          | Per-Johan Axelsson  | Boston Bruins         |
|          | Johan Davidsson     | HV71                  |
|          | Peter Forsberg      | Colorado Avalanche    |
|          | Jonathan Hedström   | Djurgårdens IF Hockey |
|          | Jonas Höglund       | HC Davos              |
|          | Andreas Johansson   | Nashville Predators   |
|          | Jörgen Jönsson –    | Färjestad BK          |
|          | Magnus Kahnberg     | Frölunda HC           |
|          | Michael Nylander    | Boston Bruins         |
|          | Samuel Påhlsson     | Anaheim Mighty Ducks  |
|          | Andreas Salomonsson | MODO Hockey           |
|          | Fredrik Sjöström    | Phoenix Coyotes       |
|          | Mathias Tjärnqvist  | Dallas Stars          |

### Soupiska amerického týmu
- Trenéři Peter Laviolette, Jay Leach

| Brankáři | Mike Dunham     | New York Rangers         |
|          | Ty Conklin      | Edmonton Oilers          |
|          | Alex Westlund   | Lokomotiv Jaroslavl      |
| Obránci  | Brett Hauer     | Ženeva-Servette HC       |
|          | Aaron Miller    | Los Angeles Kings        |
|          | Eric Weinrich   | St. Louis Blues          |
|          | Andy Roach      | Mannheimer ERC           |
|          | Hal Gill        | Boston Bruins            |
|          | Paul Mara       | Phoenix Coyotes          |
|          | Keith Ballard   | Minnesota Golden Gophers |
|          | Blake Sloan     | Dallas Stars             |
|          | Jeff Jillson    | Buffalo Sabres           |
| Útočníci | Erik Westrum    | Phoenix Coyotes          |
|          | Dustin Brown    | Los Angeles Kings        |
|          | Jeff Hamilton   | Bridgeport Islanders     |
|          | Jeff Halpern    | Washington Capitals      |
|          | Ryan Malone     | Pittsburgh Penguins      |
|          | Bates Battaglia | Washington Capitals      |
|          | Andy Hilbert    | Boston Bruins            |
|          | Matt Cullen     | Florida Panthers         |
|          | Richard Park    | Minnesota Wild           |
|          | Chris Drury –   | Buffalo Sabres           |
|          | Mike Grier      | Buffalo Sabres           |
|          | Adam Hall       | Nashville Predators      |

### Soupiska slovenského týmu
- Trenéři František Hossa, Lubomir Pokovič, Róbert Švehla

| Brankáři | Rastislav Staňa       | Washington Capitals |
|          | Ján Lašák             | SKA Petrohrad       |
|          | Karol Križan          | HKM Zvolen          |
| Obránci  | Zdeno Chára           | Ottawa Senators     |
|          | Martin Štrbák         | Pittsburgh Penguins |
|          | Richard Lintner       | Djurgårdens IF      |
|          | Dominik Graňák        | HC Slavia Praha     |
|          | Branislav Mezei       | Florida Panthers    |
|          | Andrej Meszároš       | HK Dukla Trenčín    |
|          | Ivan Majeský          | Atlanta Thrashers   |
|          | Ladislav Čierny       | HK Lada Toljatti    |
| Útočníci | Jozef Stümpel         | Los Angeles Kings   |
|          | Miroslav Šatan –      | Buffalo Sabres      |
|          | Marián Gáborík        | Minnesota Wild      |
|          | Marián Hossa          | Ottawa Senators     |
|          | Pavol Demitra         | St. Louis Blues     |
|          | Vladimír Országh      | Nashville Predators |
|          | Ľuboš Bartečko        | HC Sparta Praha     |
|          | Juraj Štefanka        | HC Vítkovice Steel  |
|          | Rastislav Pavlikovský | Leksands IF         |
|          | Richard Kapuš         | Luleå HF            |
|          | Ronald Petrovický     | Atlanta Thrashers   |
|          | Roman Kukumberg       | HK Dukla Trenčín    |
|          | Juraj Kolník          | Florida Panthers    |

### Soupiska českého týmu
- Trenéři Slavomír Lener, Vladimír Růžička, Antonín Stavjaňa

| Brankáři | Tomáš Vokoun      | Nashville Predators   |
|          | Roman Čechmánek   | Los Angeles Kings     |
| Obránci  | Jan Novák         | HC Slavia Praha       |
|          | Roman Hamrlík     | New York Islanders    |
|          | Jiří Šlégr        | Boston Bruins         |
|          | Jan Hejda         | CSKA Moskva           |
|          | Martin Škoula     | Anaheim Mighty Ducks  |
|          | František Kaberle | Atlanta Thrashers     |
|          | Jaroslav Špaček   | Columbus Blue Jackets |
| Útočníci | Jaromír Jágr      | New York Rangers      |
|          | Martin Straka –   | Los Angeles Kings     |
|          | Martin Havlát     | Ottawa Senators       |
|          | Radek Dvořák      | Edmonton Oilers       |
|          | Václav Prospal    | Anaheim Mighty Ducks  |
|          | Martin Ručinský   | Vancouver Canucks     |
|          | Petr Průcha       | HC Moeller Pardubice  |
|          | Jiří Dopita       | HC Moeller Pardubice  |
|          | Jaroslav Hlinka   | Ak Bars Kazaň         |
|          | David Výborný     | Columbus Blue Jackets |
|          | Josef Beránek     | HC Slavia Praha       |
|          | Jan Hlaváč        | New York Rangers      |
|          | Milan Kraft       | Pittsburgh Penguins   |
|          | Michal Sup        | HC Slavia Praha       |

### Soupiska finského týmu
- Trenéři Raimo Summanen, Erkka Westerlund, Jari Kurri

| Brankáři | Fredrik Norrena     | Linköpings HC       |
|          | Jussi Markkanen     | Edmonton Oilers     |
|          | Mika Noronen        | Buffalo Sabres      |
| Obránci  | Petteri Nummelin    | HC Lugano           |
|          | Sami Salo           | Vancouver Canucks   |
|          | Antti - Jussi Niemi | Frölunda HC         |
|          | Jere Karalahti      | HIFK Hockey         |
|          | Tuukka Mantyla      | Luleå HF            |
|          | Toni Soderholm      | HIFK Hockey         |
|          | Janne Niinimaa      | New York Islanders  |
| Útočníci | Niklas Hagman       | Florida Panthers    |
|          | Olli Jokinen        | Florida Panthers    |
|          | Tony Virta          | HPK Hameenlinna     |
|          | Ville Peltonen –    | HC Lugano           |
|          | Lasse Pirjeta       | Pittsburgh Penguins |
|          | Niko Kapanen        | Dallas Stars        |
|          | Jari Viuhkola       | Oulun Kärpät        |
|          | Antti Laaksonen     | Minnesota Wild      |
|          | Jukka Hentunen      | Fribourg-Gottéron   |
|          | Timo Parssinen      | HIFK Hockey         |
|          | Kimmo Rintanen      | EHC Kloten          |
|          | Jarkko Ruutu        | Vancouver Canucks   |
|          | Esa Pirnes          | Los Angeles Kings   |
|          | Tomi Kallio         | Frölunda HC         |

### Soupiska ruského týmu
- Trenéři Viktor Tichonov, Vladimir Jurzinov, Valerij Bělousov

| Brankáři | Alexander Fomičev   | HK Sibir Novosibirsk |
|          | Jegor Podomackij    | Lokomotiv Jaroslavl  |
|          | Maxim Sokolov       | Avangard Omsk        |
| Obránci  | Dmitrij Bykov       | Ak Bars Kazaň        |
|          | Alexandr Guskov     | Lokomotiv Jaroslavl  |
|          | Dmitrij Juškevič    | Lokomotiv Jaroslavl  |
|          | Dmitrij Kalinin     | Buffalo Sabres       |
|          | Maxim Kondratěv     | HK Lada Toljatti     |
|          | Vitalij Proškin     | Ak Bars Kazaň        |
|          | Andrej Skopincev    | HK Dynamo Moskva     |
|          | Vasilij Turkovskij  | Ak Bars Kazaň        |
|          | Oleg Tverdovskij    | Avangard Omsk        |
| Útočníci | Maxim Afinogenov    | Buffalo Sabres       |
|          | Vladimir Antipov    | Lokomotiv Jaroslavl  |
|          | Andrej Baškirov     | Lausanne HC          |
|          | Vjačeslav Bucajev   | Lokomotiv Jaroslavl  |
|          | Alexej Jašin        | New York Islanders   |
|          | Ilja Kovalčuk       | Atlanta Thrashers    |
|          | Alexej Morozov      | Pittsburgh Penguins  |
|          | Alexandr Ovečkin    | HK Dynamo Moskva     |
|          | Alexander Prokopjev | Avangard Omsk        |
|          | Nikolaj Pronin      | CSKA Moskva          |
|          | Alexandr Skugarev   | HK Lada Toljatti     |
|          | Maxim Sušinskij     | Avangard Omsk        |
|          | Valerij Zelepukin   | SKA Petrohrad        |